# Corsómano
Corsómano (em grego: Χορσόμανος; romaniz.: Chorsómanos; m. 537), também chamado Corsámantis (em grego: Χορσάμαντις; romaniz.: Chorsámantis), foi um oficial bizantino de origem huna do século VI, ativo durante o reinado do imperador Justiniano (r. 527–565).

## Etimologia
Corsómano quiçá deriva etimologicamente do osseto xorz-aman, "que tem boas intenções". Corsámantis, por sua vez, deve derivar de xors-amond, "que tem boa sorte".

## Vida
Corsómano apareceu pela primeira vez em 537, na Itália, quando era doríforo da guarda de Belisário. No começo do ano, ele, Zarter, Escmano e outros doríforos comandaram soldados na Etrúria com Constantino. Provavelmente retornaram para Roma com Constantino quando Belisário o reconvocou. Corsómano participou na defesa da cidade, onde provou ser guerreiro formidável, entretanto pereceu ao tentar atacar sozinho uma força inimiga maior. A sua reputação permaneceu alta após sua morte e sua perda foi muito lamentada; Procópio chamou-o "o melhor dos doríforos".